# Неонове місто
«Неóнове місто» — кінофільм спільного виробництва США та Канади, що вийшов на екрани 1991 року.

## Сюжет
2053 року на Землі, після невдалого військового експерименту, почалася глобальна катастрофа. Озоносфера зникла, з'явилися радіоактивні хмари, непередбачувані спалахи сонячного світла. В цих умовах група мандрівників намагається дістатися з Джеріко в Неонове місто (англ. Neon City). Серед них доктор, старий, повія, зіпсована багачка, бездарний комік та мисливець за головами з цінним спійманим злочинцем. Але по ходу фільму з'ясовується, що всі вони не ті, за кого себе видають.